# Screamo
Screamo este un subgen muzical emo care a evoluat predominant din hardcore punk, la începutul anilor '90.

## Istorie (1991-prezent)
Termenul screamo a fost inițial aplicat unui gen de muzică care a apărut in 1991, în San Diego, la Ché Café, cu trupe ca Heroin, Antioch Arrow, Angel Hair, Mohinder, Swing Kids, și Portraits of Past. Aceste trupe erau influențate de post-hardcoreul din Washington D.C. (în principal Fugazi și Nation of Ulysses), și post-punk, cum ar fi Joy Division și Bauhaus.

Gravity Records și Ebullition Records au lansat acest haotic și expresiv stil al hardcore-ului.
Genul a fost, de asemenea, cunoscut pentru simțul său estetic distinctiv, inspirat de cultura mod. The Crimson Curse, The Locust, Some Girls și The Rapture. The Plot to Blow Up the Eiffel Tower a încorporat stilul in punk jazz. La fel precum a fost „emo”, termenul de „screamo”" a fost întotdeauna controversat.
Inovațiile din scena din San Diego s-au răspândit și în alte părți, cum ar fi pentru trupa din Seattle Blood Brothers. Trupe de pe Coasta de Est, cum ar fi Orchid, Circle Takes the Square, Pg. 99, Hot Cross, Saetia și Ampere au fost influențe în dezvoltarea continuă și reinventarea stilului. Aceste grupuri tind să fie mult mai aproape de grindcore decât înaintașii lor. Screamo-ul powerviolence este uneori numit emo violence, un nume pe jumătate în glumă propus de In/Humanity.
În jurul anului 2000, dar, de asemenea, și mai devreme, o mulțime de trupe au început să combine screamo și post-rock. Acesta a fost un progres al genului prin experimentarea și adăugarea mai multor părți mai lungi și relaxate, mai degrabă decât melodii scurte și haotice, dar s-au păstrat elementele originale ale genului screamo. Trupa Envy este unul dintre primele trupe de acest gen. Trupe din Franța include Daïtro, Le pré où je suis, Aussitôt Mort printre trupe din alte părți ale lumii ca City of Caterpillar, Cease Upon the Capitol, The Fall of Boss Koala, Men As Trees, Single State of Man.

## Elemente conceptuale
Multe trupe din primul val se considerau implicit politice. Unele trupe au fost, de asemenea, neobișnuit de teoretice în sursa de inspirație: Angel Hair a citat scriitorii suprarealiști Antonin Artaud și Georges Bataille. Orchid a menționat imaginea franceza new wave Anna Karina și inițiatorii teoriei critice Școala de la Frankfurt.

## Caracteristici
Primul val screamo folosește utilizează instrumente tipice rock, dar este notabil pentru compozițiile sale scurte, execuția haotică, și cântat zbierat. Mai târziu, unele trupe includ uneori sintetizatoare și alte sunete electronice. 

## Screamo actual (2001- present)
Stilul screamo original este încă practicat de o varietate de grupuri, în special în Europa. Amanda Woodward, Louise Cyphre, La Quiete, Escapado, Andora Atkins, Sed Non Satiata, Envy și Raein sunt exemple europene. Aceste trupe adesea lansează înregistrări ele însăși sau prin intermediul caselor de discuri independente, de multe ori înregistrând cu alte trupe de același gen.
Deși genul contemporan de screamo DIY[Do it yourself] este mai răspândit în Europa, există încă multe trupe active în America. Exemplele includ Comadre din Redwood City, Off Minor (ex-Saetia) din New York, Spires din Oakland, Ampere din Amherst, și ...Who Calls So Loud (ex-Funeral Diner, Portraits of Past și I Wrote Haikus About Cannibalism in Your Yearbook.) din San Francisco. Trupe care practică încă stilul screamo original sunt de obicei denumite "skramz"[REAL Screamo]. 
Până în 2002, denumirea genului a plutit în derivă în presa muzicală, în special în jurnalismul lui Jim DeRogatis și Greenwald Andy. Screamo a început să descrie un stil diferit, mult mai lent și mai puțin disonant, ca Emanuel, care a împrumutat elemente de rock alternativ. Aceste noi trupe încorporează elemente comerciale ale rockului alternativ, emo și post-hardcore. Pe când cele două stiluri sunt distincte considerabil, utilizarea contemporană largă a termenului de scream a fost controversată în rândul unor critici. Trupa din Sacramento Far și trupa canadiană Grade au fost printre primele trupe care au practicat acest gen de screamo. A doua naștere de trupe care au urmat să le fie dat numele includ Thursday și Alexisonfire. Thursday a menționat, de asemenea, post-punk (Joy Division) și post-hardcore (Fugazi) ca influențe importante, dar a luat, de asemenea, elemente de rock alternativ de Radiohead, U2 și The Cure. În contrast cu grupurile screamo DIY din primul val, Thursday și The Used au semnat contracte multialbum cu case de discuri ca Island Def Jam și Reprise Records. Trupele preferă, în general să fie descrise ca post-hardcore.

## Utilizarea greșită a termenuluiscreamo
Genurile moderne de muzică, cum ar fi post-hardcore, metalcore, deathcore și melodic death metal, precum și altele, sunt adesea incorect denumite screamo. Aceasta se întâmplă deoarece mulți definesc screamo ca orice stil de muzica care incorporează cântatul zbierat, susținând că termenul „descrie o mie de genuri diferite.”  Juan Gabe, vocalistul trupei Comadre, a afirmat că termenul „a fost într-un fel alterat, în special în State."